# ライ (ニューヨーク州)
ライ（Rye）は、アメリカ合衆国ニューヨーク州のウェストチェスター郡にある都市。人口は1万6592人（2020年）。ニューヨーク近郊の高級住宅街である。ロングアイランド湾を望む風光明媚な土地であり、海岸には別荘やホテル、遊園地が立地している。市内にはアメリカ合衆国国家歴史登録財に登録された複数の文化財がある。
鉄道はメトロノース鉄道ニューヘイブン線のライ駅がある。グランド・セントラル駅までの距離は約38キロメートルである。アムトラックの列車は停車しない。
ライ市は厳しい景観条例で歴史的景観を維持しており、無秩序な再開発を原則禁止している。個々の住宅の敷地が広いため人口密度は低い。隣の「ライ町」は別の自治体であり、比較的新しい住宅が多い。

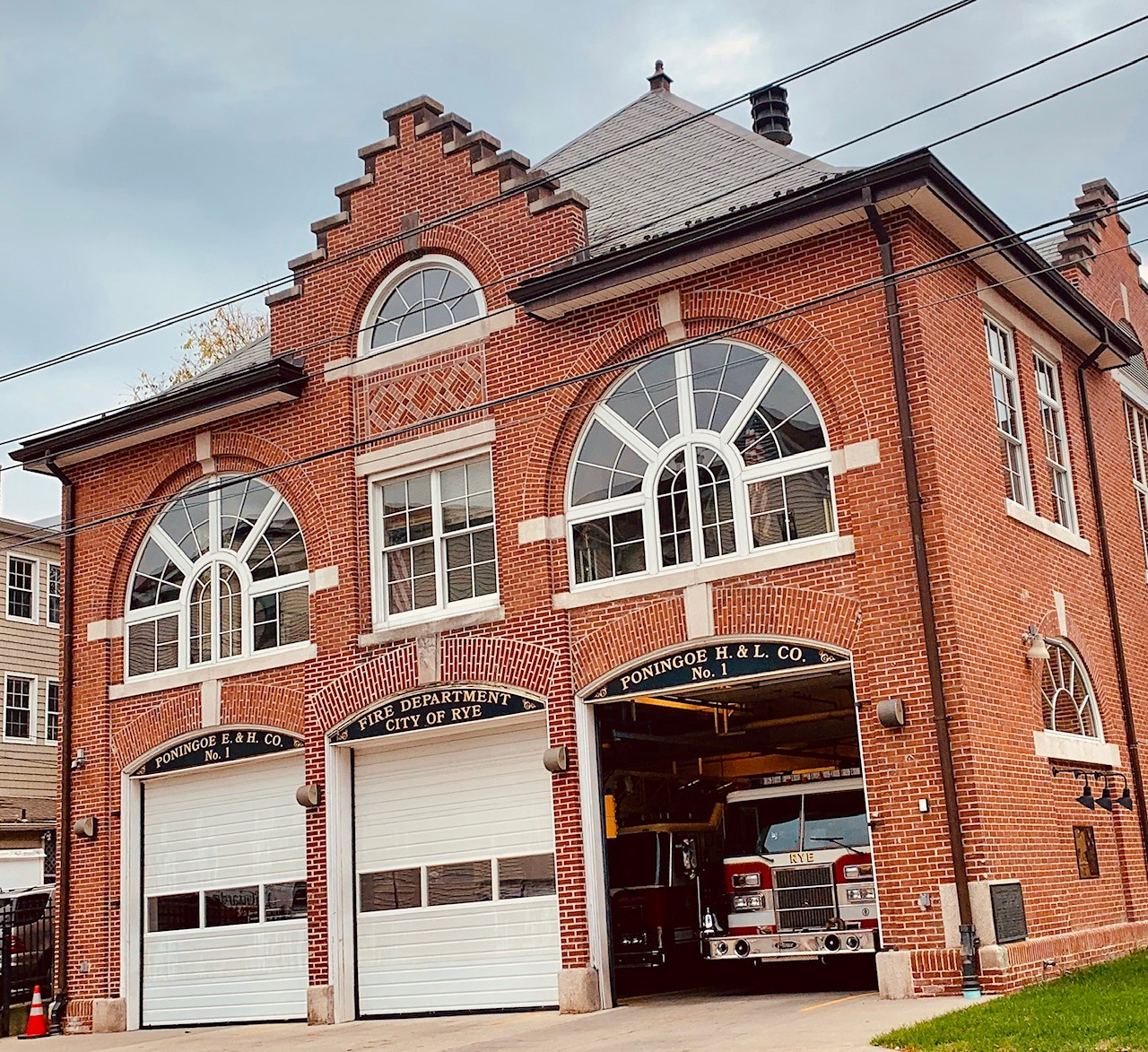
ライ消防署